# Premiers sur la Lune
Pour les articles homonymes, voir Premiers sur la Lune (homonymie).
Premiers sur la Lune. Ce jour-là : 21 juillet 1969 est un livre de Neil Armstrong, Michael Collins et Buzz Aldrin, publié le 12 mai 1970 par Robert Laffont (en France) et qui raconte l'histoire de la mission Apollo 11.

## Histoire
Elle commence peu de temps avant le lancement et s'achève dans le caisson de quarantaine où les astronautes ont été mis à leur retour sur Terre. Les dialogues entre la base de Houston et Apollo 11 sont notamment retranscrits dans leur intégralité.
Plusieurs points de vue sont présentés : celui des astronautes, de leur famille et de la base, à Houston.
L'épilogue (57 pages), de Arthur C. Clarke, Au-delà d'Apollo, nous présente les enjeux de la conquête de la Lune et de l'exploration spatiale.